# Françoise Barré-Sinoussi
Françoise Barré-Sinoussi (Parijs, 30 juli 1947) is een Franse virologe. Zij won samen met Luc Montagnier de Nobelprijs voor de Fysiologie of Geneeskunde van 2008 voor hun ontdekking van het menselijk immuundeficiëntievirus (hiv). De Nobelprijs delen ze met Harald zur Hausen voor zijn ontdekking van humane papillomavirussen (HPV) die baarmoederhalskanker kunnen veroorzaken.

## Biografie
Barré-Sinoussi werd geboren in Parijs als dochter van Roger Sinoussi en Jeanine Fau. Ze legde haar eindexamen af aan het Lycée Bergson. Hierna gaat ze biomedische wetenschappen studeren, maar ze breekt haar studie voortijdig af omdat ze de universiteit veel te theoritisch vindt. Begin jaren 1970 komt ze terecht bij Jean-Claude Chermann, een Franse viroloog aan het Pasteur-instituut te Marnes-la-Coquette. In 1975 behaalde ze alsnog haar doctoraat in de virologie aan de faculteit wetenschappen. In 1978 huwde ze de Franse wetenschapper Jean Claude Barré.
Werkzaam op het Pasteur-Instituut deed ze onderzoek naar retrovirussen. Samen met Montagnier isoleerde Barré-Sinoussi lymfkliercellen van patiënten waarvan het afweersysteem compleet lam was gelegd – een ziekte die later de naam aids zou krijgen. In deze cellen vonden ze het enzym reverse transcriptase – een enzym dat retrovirussen nodig hebben om zichzelf te vermenigvuldigen in de cellen van een gastheer. Later kreeg hun ontdekking van deze eerste menselijke retrovirussen de naam hiv. Na deze ontdekking participeerde ze actief in onderzoeken naar een geneesmiddel en vaccin tegen hiv. 
In 1986 werd Barré-Sinoussi laboratoriumhoofd, in 1992 afdelingshoofd en in 1996 hoogleraar en hoofd van de onderzoeksgroep over de biologie van retrovirussen aan het Pasteur-instituut. In 2009 schreef ze een open brief aan paus Benedictus XVI over zijn verklaring dat condooms in het gunstige geval ineffectief zijn in de aids-crisis. In juli 2012 werd zij benoemd tot voorzitter van het International AIDS Society (IAS), de organisatie voor hiv-professionals en hiv-patiënten.  

## Erkenning
In 2006 werd Barré-Sinoussi benoemd tot officier in de orde van het Legioen van Eer en verheven tot Commandeur in 2009 en tot Grootofficier in 2013. Ze ontving een eredoctoraat van de Tulane University in 2009 en een van de University of New South Wales in 2014.
Barré-Sinoussi heeft actief bijgedragen aan verscheidene wetenschappelijke genootschappen en committees bij zowel het Pasteur-Instituut als anders aids-organisaties, zoals het Nationaal Agentschap voor AIDS-onderzoek in Frankrijk. Ze was ook internationaal actief, voor onder andere de Wereldgezondheidsorganisatie (WHO) en de VN-organisatie UNAIDS/HIV. 
- Bibliothèque nationale de France: cb12712446r (data)
- Gemeinsame Normdatei: 1207130745
- International Standard Name Identifier: 0000 0000 6652 6778
- Library of Congress Control Number: n87122463
- Nationale Bibliotheek van Tsjechië: xx0159898
- Nationale Bibliotheek van Israël: 987007398429005171
- Nationale Bibliotheek van Polen: a0000003226459
- Système universitaire de documentation: 073523429
- Virtual International Authority File: 76439428
- WorldCat: E39PBJcGrc3kQxvKmdVVR73xXd

1901: Behring · 
1902: Ross · 
1903: Finsen · 
1904: Pavlov · 
1905: Koch · 
1906: Golgi, Ramón y Cajal · 
1907: Laveran · 
1908: Mechnikov, Ehrlich · 
1909: Kocher · 
1910: Kossel · 
1911: Gullstrand · 
1912: Carrel · 
1913: Richet ·
1914: Bárány · 
1919: Bordet · 
1920: Krogh · 
1922: Hill, Meyerhof · 
1923: Banting, Macleod · 
1924: Einthoven ·
1926: Fibiger · 
1927: Wagner-Jauregg · 
1928: Nicolle · 
1929: Eijkman, Hopkins · 
1930: Landsteiner · 
1931: Warburg · 
1932: Sherrington, Adrian · 
1933: Morgan · 
1934: Whipple, Minot, Murphy · 
1935: Spemann · 
1936: Dale, Loewi · 
1937: Szent-Györgyi · 
1938: Heymans · 
1939: Domagk · 
1943: Dam, Doisy · 
1944: Erlanger, Gasser · 
1945: Fleming, Chain, Florey · 
1946: Muller · 
1947: C. Cori, G. Cori, Houssay · 
1948: Müller · 
1949: Hess, Moniz · 
1950: Kendall, Reichstein, Hench · 
1951: Theiler · 
1952: Waksman · 
1953: Krebs,Lipmann ·
1954: Enders, Weller, Robbins · 
1955: Theorell · 
1956: Cournand, Forssmann, Richards · 
1957: Bovet · 
1958: Beadle, Tatum, Lederberg · 
1959: Ochoa, Kornberg · 
1960: Burnet, Medawar · 
1961: Békésy · 
1962: Crick, Watson, Wilkins · 
1963: Eccles, Hodgkin, Huxley · 
1964: Bloch, Lynen · 
1965: Jacob, Lwoff, Monod · 
1966: Rous, Huggins · 
1967: Granit, Hartline, Wald · 
1968: Holley, Khorana, Nirenberg · 
1969: Delbrück, Hershey, Luria · 
1970: Katz, Euler, Axelrod · 
1971: Sutherland · 
1972: Edelman, Porter · 
1973: Frisch, Lorenz, Tinbergen · 
1974: Claude, De Duve, Palade · 
1975: Baltimore, Dulbecco, Temin ·
1976: Blumberg, Gajdusek · 
1977: Guillemin, Schally, Yalow · 
1978: Arber, Nathans, Smith · 
1979: Cormack, Hounsfield · 
1980: Benacerraf, Dausset, Snell · 
1981: Sperry, Hubel, Wiesel · 
1982: Bergström, Samuelsson, Vane · 
1983: McClintock · 
1984: Jerne, Köhler, Milstein · 
1985: Brown, Goldstein · 
1986: Cohen, Levi-Montalcini · 
1987: Tonegawa · 
1988: Black, Elion, Hitchings · 
1989: Bishop, Varmus · 
1990: Murray, Thomas · 
1991: Neher, Sakmann · 
1992: Fischer, Krebs · 
1993: Roberts, Sharp · 
1994: Gilman, Rodbell · 
1995: Lewis, Nüsslein-Volhard, Wieschaus · 
1996: Doherty, Zinkernagel · 
1997: Prusiner · 
1998: Furchgott, Ignarro, Murad · 
1999: Blobel · 
2000: Carlsson, Greengard, Kandel ·
2001: Hartwell, Hunt, Nurse · 
2002: Brenner, Horvitz, Sulston · 
2003: Lauterbur, Mansfield · 
2004: Axel, Buck · 
2005: Marshall, Warren ·
2006: Fire, Mello ·
2007: Capecchi, Smithies, Evans ·
2008: Zur Hausen, Barré–Sinoussi, Montagnier ·
2009: Blackburn, Greider, Szostak ·
2010: Edwards ·
2011: Beutler, Hoffmann, Steinman ·
2012: Gurdon, Yamanaka ·
2013: Rothman, Schekman, Südhof ·
2014: O'Keefe, Moser, Moser ·
2015: Campbell, Omura, Tu ·
2016: Osumi ·
2017: Hall, Rosbash, Young ·
2018: Allison, Honjo ·
2019: Kaelin, Ratcliffe, Semenza ·
2020: Alter, Houghton, Rice ·
2021: Julius, Patapoutian ·
2022: Pääbo ·
2023: Karikó, Weissman ·
2024: Ambros, Ruvkun